# Ioannis Stefas
Ioannis Stefas (en griego: Γιάννης Στέφας; Corinto, 28 de octubre de 1948 – Atenas, 17 de julio de 2010) fue un futbolista griego, que jugó en la posición de portero.
Comenzó su carrera en el club local del Korinthos para posteriormente jugar en la Primera División Griega con el PAOK entre 1972 y 1975. Posteriormente, volvió al Korinthos donde acabó su carrera.